# Onthophagus lobi
Onthophagus lobi är en skalbaggsart som beskrevs av Yves Cambefort 1984. Onthophagus lobi ingår i släktet Onthophagus och familjen bladhorningar. Inga underarter finns listade i Catalogue of Life.